# Chlorohydra viridissima
Chlorohydra viridissima är en nässeldjursart som först beskrevs av Peter Simon Pallas 1766.  Chlorohydra viridissima ingår i släktet Chlorohydra, och familjen Hydridae. Arten är reproducerande i Sverige.